# Catapsilothrix klaptoczi
Catapsilothrix klaptoczi är en fjärilsart som beskrevs av Hans Rebel 1909. Catapsilothrix klaptoczi ingår i släktet Catapsilothrix och familjen äkta malar.
Artens utbredningsområde är Libya. Inga underarter finns listade i Catalogue of Life.